# 도모데도보 공항
도모데도보 공항(러시아어: Аэропорт Домоде́дово, 영어: Moscow Domodedovo Airport IATA: DME, ICAO: UUDD)은 러시아 모스크바주 도모데돕스키 군에 있는 공항으로 모스크바 시내에서 남동쪽으로 42km 떨어져 있다. 승객과 물동량 모두에서 러시아 최대의 공항으로 셰레메티예보 국제공항, 브누코보 국제공항과 함께 모스크바의 관문 역할을 하고 있다.
2019년 대통령령에 의거해 러시아 과학자 미하일 로모노소프의 이름을 따서 도모데도보 미하일 로모노소프 국제공항(영어: Domodedovo Mikhail Lomonosov International Airport)로 명명되었다.

## 역사
소련 당시 증가하는 장거리 국내선을 담당하기 위해 1964년 3월 최초로 운항 서비스를 시작하였고 1965년 5월 공식으로 개항하였다. 1996년부터 이스트라인 그룹(영어: East Line Group)이 75년을 기한으로 운영하고 있으며 활주로는 러시아 정부가 관리한다. 모스크바를 기반으로 운항하는 트랜스아에로 항공과 S7 항공의 허브 공항으로 이 외에도 영국항공, 카타르 항공, 스위스 국제항공, 오스트리아 항공, 브뤼셀 항공과 함께 여러 항공사들이 취항한다. 2003년부터 셰레메티예보 국제공항의 교통난과 터미널 협소와 주차 문제 해소를 위해 국제선 취항을 허용하고 있다. 2010년에 승객 2225만 명이 이 공항을 이용했다.

## 구성
2016년 1월 현재 현재의 터미널 건물과 인접한 새로운 중앙홀 연장이 건설되고 있다. 이 공사는 여객터미널의 전체 크기를 225,000m2까지 늘릴 것으로 예상된다. 이 확장은 2012년-2014년에 단계적으로 개통되었다. 2015년 5월, 새로운 사무실, 공항 라운지, 새 여권 관리 책상이 들어 있는 터미널 A(본관)의 새로운 연장이 완료되었으며, 다른 터미널 부품에 비해 디자인에 따라 다르다. 모든 콘코드는 계속 연결되며 ICAO와 IATA 전송 기술을 사용하여 공항 운영 및 승객 연결의 효율성을 높일 계획이다. 1500대 이상의 자동차를 수용할 수 있는 새로운 주차 공간도 완성되었다.

### 터미널 2
제2터미널은 2018년 FIFA 월드컵 프로그램의 일환으로 국제선 항공편을 위해 건설되고 있다. 완공되면 중앙홀 B에서 운항하는 국제선 항공편은 모두 새 구간으로 옮겨지게 되는데, 이 구간은 새 여객터미널의 두 번째 구간이 되며, 61개의 축구장에 해당하는 런던 히드로 공항 5번 터미널의 두 배가 될 것이다. 235,000평방미터 (2,529,000ft1)의 새로운 구내 구역이 기존 터미널의 왼쪽 날개에 장착될 것이다. 세계 최대 여객기 에어버스 A380의 특별 제트기뿐만 아니라 체크인 카운터 100여 대, 셀프 체크인 키오스크 40여 대 등이 배치된다. 이에 따라 여객터미널 전체 면적(현재의 주계열 T1 확장 포함)은 50만m2 가까이 늘어나게 됐다. 영국 회사 RMJM이 설계한 것으로, 기내 개념을 사용하는데, 이는 모든 항공편의 승객들이 단일 터미널 내에서 서비스를 받는다는 것을 의미한다. 유럽에서 가장 큰 항공 허브 중 하나인 암스테르담의 스히폴 공항은 이 개념으로 운영된다. 당초 2018년 3월까지 공사를 끝낼 계획이었으나, 시공사의 즉각적인 변경으로 공사가 크게 지연되었다. FIFA-2018년 동안, 새로운 터미널에서는 특정 도착 및 출발 구역만 작동했고, 그들은 팬 여권과 함께 이동하면서 축구 팬들만을 위해 일했다. 이 터미널은 2020년 1분기까지 나머지 모든 부품으로 공사를 완전히 마칠 것이다.

### 터미널 3 및 아에로익스프레스 터미널
현재, 에어로익스프레스 플랫폼의 입구로 사용되는 공항 터미널의 부분은 재건 중에 있다; 이전 승강장은 철거되고 새로운 승강장으로 옮겨지고 있는데, 이 승강장은 재건 과정에서 운영될 것이다. 이는 주요 주차 구역과 철도 노선의 우측을 연결하고, 더 큰 터미널을 새로 건설하며, 국내 도착 시 수하물 찾는 곳으로부터 직접 다른 출구를 형성하기 위해 행해지고 있다. 더욱이 에어로엑스프레스 플랫폼으로 가는 길은 지하로 계획되어 있다. 이로써 2018년 착공할 예정인 제3터미널의 원근접 프로젝트를 2터미널 공사로 만들 수 있게 됐다. 에어로엑스프레스 터미널은 2018년 1분기까지 완공될 예정이다. 일정에 따르면 T-3는 T-2보다 더 클 계획이다.

## 운항 노선

### A 터미널
| 항공사               | 목적지                                |
| -------------------- | ------------------------------------- |
| 엘알 이스라엘 항공   | 텔아비브                              |
| 이스라에어 항공      | 텔아비브                              |
| 에미레이트 항공      | 두바이                                |
| 에티하드 항공        | 아부다비                              |
| 에어 아라비아        | 샤르자                                |
| 로얄 요르단 항공     | 암만(퀸알리아)                        |
| 카타르 항공          | 도하                                  |
| 스카이 항공          | 안탈리아                              |
| 아제르바이잔 항공    | 바쿠                                  |
| 스캣 항공            | 악타우, 악토베, 쉼마크                |
| 이티르시 항공        | 파블로다르                            |
| 에비아 트래픽 컴패니 | 비슈케크, 오슈                        |
| 소몬 항공            | 두샨베                                |
| 타지크 항공          | 두샨베, 후잔트, 쿨롭,, 쿠르간(티제베) |
| 이집트 항공          | 카이로                                |
| 튀니스에어           | 엔피다, 튀니스                        |
| 노빌 에어            | 튀니스                                |
| 몬테네그로 항공      | 포드고리차, 티바트                    |
| 에어 세르비아        | 베오그라드                            |
| 조지아 항공          | 바투미                                |

### B 터미널
| 항공사                          | 목적지 |
| ------------------------------- | --- |
| AK바 에어로                     | 부굴마, 첼랴빈스크, 칼리닌그라드, 마그니토고르스크, 니쥬니카마스크 |
| S7 항공                         | 인니피, 아스트라한, 바르나울, 브라츠크, 첼랴빈스크, 치타, 고르노알타이스크, 이르쿠츠크, 칼리닌그라드, 카잔, 케메로보, 하바롭스크, 콤소몰스크나아무레, 크라스노다르, 크라스노야르스크, 미네랄보디, 민스크, 나딤, 니즈네바르톱스크, 니쥬니노브고로트, 노릴스크, 노보쿠즈네즈크, 노보시비르스크, 노비우렌고이, 옴스크, 파블로다르, 파마, 로스토프나도누, 세인트피터스버그, 사마라, 소치, 스타브로폴, 수르구트, 톰스크, 튜멘, 우파, 울란바우데, 우스티카메노고르스크, 블라디캅케스, 볼고그라드, 예카테린부르크, 야쿠츠크 |
| 글로부스 항공                   | 안나파, 바르나울, 치타, 칼리닌그라드, 소치, 세인트피터스버그, 울란바우데 |
| 노드스타 항공                   | 크라스노야르스크, 노릴스크, 세인트피터스버그 |
| 러스라인                        | 악툐베, 벨로야르스키, 체복사리, 엘리스타, 그로즈니, 이젭스크, 마하치칼라, 날치크, 오르스크, 페트로자보스크, 사란스크, 볼고그라드, 보로네슈 |
| 로시야 항공                     | 상트페테르부르크 |
| 사라비아 항공                   | 사라토프 |
| 사벨스텔 에어 엔터프라이즈      | 체레포베츠 |
| 알로사 미르니 에어 엔터프라이즈 | 미르니, 폴야니 |
| 야말 항공                       | 바르나울, 소치, 안나파, 크라스노야르스크, 나딤, 노비우렌고이, 노야브르스크, 살레하르트, 타간로크, 튜멘, 우파 |
| 우랄 항공                       | 안나파, 첼랴빈스크, 치타, 이르쿠츠크, 노보쿠즈네즈크, 노보시비르스크, 오슈, 예카테린부르크 |
| 유테이르 항공                   | 수르구트, 튜멘 |
| 이젭비아 항공                   | 이젭스크 |
| 이즈 아에로                     | 이르쿠츠크 |
| 쿠갈마비아 항공                 | 쿠가림, 수르가트 |
| 트랜스글로벌 항공               | 이갈카, 니아간 |
| 폴렛 에어                       | 벨고르트, 이젭스크, 리페츠크, 율리아놉스크, 보로네슈, 야로슬라블 |
| 에어 몰도바                     | 키시너우 |
| 벨라비아 항공                   | 민스크 |
| 키르기스스탄 항공               | 비슈케크, 오슈 |
| 에어 비슈케크                   | 비슈케크, 오슈 |

### 차터
| 항공사             | 목적지 |
| ------------------ | ------ |
| 두바이 로얄 에어윙 | 두바이 |

### 화물 노선
| 항공사               | 목적지 |
| -------------------- | --- |
| 에어브리지 카고 에어 | 암스테르담, 베이징(서우두), 시카고(오헤어), 프랑크푸르트, 홍콩, 크라스노야르스크, 마스트리히트, 밀라노(말펜사), 파리(샤를 드 골), 상트페테르부르크, 서울(인천), 상하이(푸둥), 도쿄(나리타), 예카테린부르크, 사라고사 |
| 폴렛 에어            | 보로네슈, 체복사리, 툴라 |
| 양쯔강 익스프레스    | 상하이(푸둥) |

## 사진

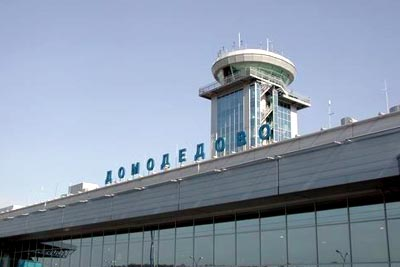
도모데도보 국제공항 관제탑
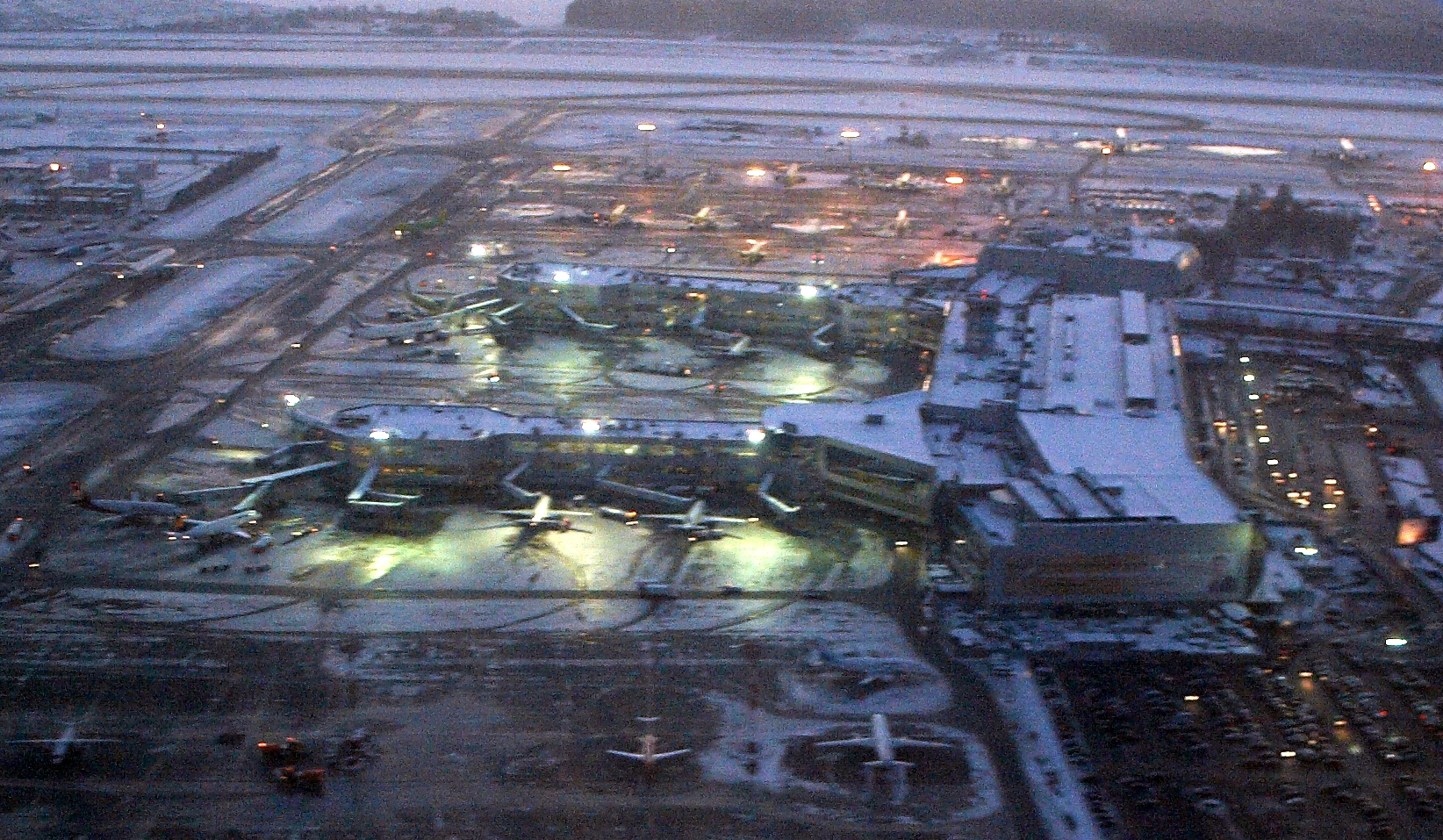
도모데도보 국제공항 터미널
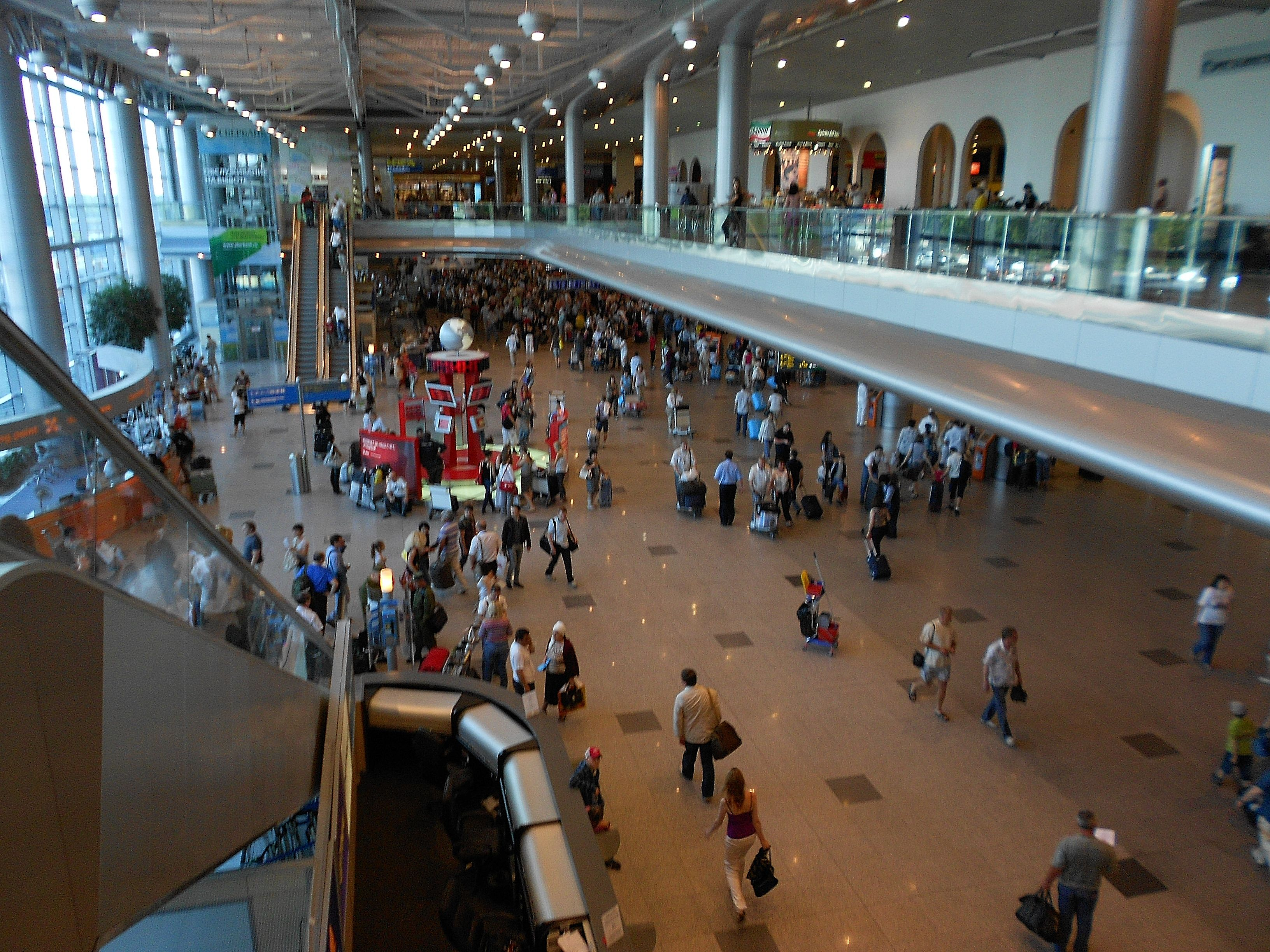
도모데도보 국제공항 터미널 내부

## 연계 교통

### 도로 교통
- 도모데도보 국제공항에서 모스크바 시내까지 택시가 별도로 운행되고 있다. 하지만 요금이 비싸 승객들이 기피하고 있다.

### 철도 교통
- 아에로 익스프레스가 운영 중인 이 공항 철도는 2002년에 개통되어 빠벨레프스끼역까지 운행하고 있다.

## 통계
2005년 기준으로 도모데도보 국제공항의 수요가 셰레메티예보 국제공항을 앞지르기 시작했다.
2012년 기준으로 여객은 2820만명으로 2011년 기준으로 9.6%가 증가했다. 또한 2012년 기준으로 도모데도보 국제공항의 항공기 취항 수는 253,500대로 2011년 기준으로 4.2% 증가했다. 한편 화물 운송도 2012년 기준으로 196,984톤으로 전년도를 대비해 4.3% 증가했다.
| 년도      | 1990 | 2008 | 2009 | 2010 | 2011 | 2012 |
| 여객(수). | 16,6 | 20,4 | 18,7 | 22,3 | 25,7 | 28,2 |

## 사건 및 사고
- 2011년 1월 24일에 공항에서 테러가 발생되면서 35명이 사망하고 130명이 부상당하는 사건이 발생했다.[12][13]